# Paul Doherty
Paul Charles Doherty, OBE (* 21. September 1946 in Middlesbrough) ist ein englischer Schriftsteller und Lehrer. Er veröffentlicht unter den Pseudonymen Paul Harding, Ann Dukthas, Anna Apostolou, Celia L. Grace und Michael Clynes.

## Leben
Seine Schulzeit absolvierte er in einem katholischen Internat. Anschließend jobbte er mit geringem Erfolg als Müllmann, Straßenkehrer, Busfahrer, Kellner und als Knecht.
Danach wollte er Priester werden, verwarf dies aber nach drei Jahren und studierte dann Geschichte in Liverpool und Oxford, wo er auch seine Frau Carla, eine Amerikanerin, kennenlernte. Nach dem Studium unterrichtete er in Berkshire, Nottinghamshire und West Sussex und wurde 1981 zum Leiter der Trinity Catholic Highschool ernannt. Doherty veröffentlichte sowohl unter seinem richtigen Namen als auch unter den Pseudonymen Paul Harding, Michael Clynes, Celia L. Grace, Ann Dukthas und Anna Apostolou Mittelalter-Krimis.
Paul Doherty hat sechs Kinder. Er lebt mit seiner Familie in London.

## Veröffentlichungen
Fast alle seine Bücher spielen zwischen dem 13. und 15. Jahrhundert; die beschriebenen Mordfälle haben tatsächlich stattgefunden. Die Informationen für seine Romane bezieht er aus mittelalterlichen Akten und Gerichtsaufzeichnungen, zu denen er als Geschichtsprofessor leicht Zugang hat. In Anerkennung seines bisherigen literarischen Lebenswerkes erhielt er im Jahr 2000 von der US-amerikanischen The Historical Mystery Appreciation Society (HMAS) den Herodotus Award.
Die Serienhelden seiner unter dem Namen Paul Harding erschienenen Krimis sind Bruder Athelstan, ein Dominikanerbruder, und John Cranston, ein Untersuchungsrichter in London im 14. Jahrhundert; in seiner zweiten Reihe steht der Spion Hugh Corbett im Mittelpunkt.

### Teilweise als Paul Harding
Die John-Cranston-und-Bruder-Athelstan-Reihe (Original: The Sorrowful Mysteries of Brother Athelstan): Die ersten sieben Bände erschienen unter dem Pseudonym Paul Harding, die nachfolgenden unter seinem richtigen Namen.
Beim Droemer-Knaur-Verlag erschienen die aktuell letzte Neuauflage der deutschsprachigen Ausgaben der Serie mit John Cranston und Bruder Athelstan (Bände eins bis neun), wie auch die Serie mit Hugh Corbett (Bände fünf bis zehn) in einheitlicher Covergestaltung unter dem Pseudonym Paul Harding.
- The Nightingale Gallery (dt.: Die Galerie der Nachtigallen), 1991
- The House Of The Red Slayer (dt.: Das Haus des roten Schlächters), 1992
- Murder Most Holy (dt.: Sakristei des Todes), 1993
- The Anger Of God (dt.: Der Zorn Gottes), 1993
- By Murder’s Bright Light (dt.: Tod auf der Themse), 1994
- The House Of Crows (dt.: Das Parlament der Toten), 1995
- The Assassin’s Riddle (dt.: Tödliches Rätsel), 1996
- The Devil’s Domain (dt.: Im Reich des Teufels), 1998
- The Field Of Blood (dt.: Blutacker), 1999
- The House of Shadows (2003)
- Bloodstone (2011)
- The Straw Men (2012)
- Candle Flame (2014)
- The Book of Fires (2014)
- The Herald of Hell (2015)
- The Great Revolt (2016)
- A Pilgrimage to Murder (2016)

Die Hugh-Corbett-Reihe: (nur die Bände 5 bis 10 der 18-bändigen Reihe wurden bislang ins Deutsche übersetzt)
- Satan in St Mary’s (1986)
- The Crown in Darkness (1988)
- Spy in Chancery (1988)
- The Angel of Death (1989)
- The Prince Of Darkness (1992) (dt.: Der Prinz der Finsternis)
- Murder Wears a Cowl (1992) (dt.: Der Kapuzenmörder)
- The Assassin in the Greenwood (1993) (dt.: Der Mörder von Greenwood)
- The Song of a Dark Angel (1994) (dt.: Das Lied des Dunklen Engels)
- Satan's Fire (1995) (dt.: Die Hitze der Hölle)
- The Devil’s Hunt (1996) (dt.: Teufelsjagd)
- The Demon Archer (1999)
- The Treason of the Ghosts (2000)
- Corpse Candle (2001)
- The Magician’s Death (2004)
- The Waxman Murders (2006)
- Nightshade (2008)
- The Mysterium (2010)
- The Peacock's Cry (2016) (Kurzgeschichte)
- Dark Serpent (2016)

### Als Michael Clynes
- Im Zeichen der weißen Rose, 1991
- Die Morde des heiligen Grals, 1993
- Das Mysterium des vergifteten Kelches, 1994
- Die Verschwörung von Florenz, 1995
- Das Geheimnis der verschollenen Prinzen, 1996
- The Relic Murders, 1997

Der sechste Teil wurde nicht übersetzt und in Deutschland veröffentlicht, obwohl die Reihe um den Protagonisten Sir Roger Shallot, die zur Zeit König Heinrich VIII. spielt, damit abgeschlossen und komplett wäre.

### Als Celia L. Grace
- Die Heilerin von Canterbury, 1994 (A Shrine of Murders (1993))
- Die Heilerin von Canterbury sucht das Auge Gottes, 1995 (The Eye of God (1994))
- Die Heilerin von Canterbury und der Becher des Todes, 1996 (The Merchant of Death (1995))
- Die Heilerin von Canterbury und das Buch des Hexers, 1997 (The Book of Shadows (1996))
- Die Heilerin von Canterbury und die Bruderschaft des Todes, 2002 (Saintly Murders (2001))
- Die Heilerin von Canterbury – Das Labyrinth der Mörder, 2005 (A Maze of Murders (2002))
- Die Heilerin von Canterbury – Das Festmahl der Giftmischer, 2006 (A Feast of Poisons (2004))

### Als Anna Apostolou
- A Murder in Macedon, 1997
- A Murder in Thebes, 1998

### Als Ann Dukthas
- Maria Stuarts dunkles Geheimnis, 1994
- Der Schwur der Marie Antoinette, 1994
- Der Fluch der Mary Tudor, 1998
- Das Mysterium von Mayerling, 1998

### Als P. C. Doherty
Die Canterbury-Pilger-Reihe:
- Die Legende vom Teufelskult, 1994
- König der Bettler, 1995

Die Ägypten-Krimis:
- Die Maske des Ra, 1999
- Die Rache des Horus, 2000
- Der Fluch des Anubis, 2001
- Die Krieger des Seth, 2002

Die Telamon-Krimis zur Zeit Alexanders des Großen:
- Der Fluch der Athene, 2002
- Das Erbe des Herakles, 2004
- The Gates of Hell, 2003 (bisher nur auf Englisch)

Krimis zur Zeit Konstantins des Großen:
- Die toten Kurtisanen des Kaisers, 2004
- Der Gladiator des Kaisers, 2006

Andere Werke:
- Der gefallene Engel, 2000
- Das Mädchen und der Priester, 2002